# Hybos oncus
Hybos oncus är en tvåvingeart som beskrevs av Yang 1987. Hybos oncus ingår i släktet Hybos och familjen puckeldansflugor. Inga underarter finns listade i Catalogue of Life.